# Halil İbrahim Dinçdağ
Halil İbrahim Dinçdağ (nacido en 1976 en Trebisonda, Turquía) es un árbitro de fútbol turco que ha llegado a ser noticia internacional al ser uno de los pocos árbitros de fútbol del mundo que han salido públicamente del armario.

## El caso Dinçdağ
La homosexualidad en el fútbol profesional es un asunto que se ha mantenido históricamente como tabú y existen actitudes homofóbicas al interior de la cultura futbolística. Esta es la razón por la que hay muy pocos deportistas salen del armario reconociendo abiertamente su homosexualidad. Como ejemplo, ni en Alemania, ni en España jamás ha habido un jugador de la primera liga nacional activo que haya reconocido su homosexualidad. Por otra parte, la homofobia todavía está muy extendida en Turquía, donde en 2013 el 78% de la población cree que la sociedad no debería aceptar la homosexualidad.
Dinçdağ inicialmente había retrasado su servicio militar obligatorio en las Fuerzas Armadas Turcas, pero finalmente fue llamado a filas en octubre de 2008. Tras revelar voluntariamente su homosexualidad, se le trasladó a la Academia Militar Médica Gülhane (Gülhane Askerî Tıp Akademisi, GATA) y finalmente licenciado el 28 de enero de 2009 por «desórdenes psicosexuales» (psikoseksüel bozukluklar).
Al intentar ejercer de nuevo de árbitro de fútbol, la federación local de Trebisonda pidió ver su documentación militar, ya que, en Turquía, las personas que han sido liberadas del servicio militar por razones de salud no pueden ejercer de árbitros. Fue suspendido por «falta de condición física». Más tarde, el vicepresidente de la federación, Lütfi Arıboğan, añadió que Dinçdağ «sólo era un árbitro de segunda sin talento ni perspectivas de subir a la primera liga.» En cambio, Dinçdağ ha obtenido el apoyo de la Asociación Turca de Árbitros de Fútbol, en unas declaraciones de su director, Dursun Camali.
Tras su suspensión, Dinçdağ apareció por primera vez en la televisión turca y reveló su orientación sexual. El caso ha llevado a una discusión pública en Turquía sobre la homosexualidad en el fútbol. Los medios de comunicación internacionales también se hicieron eco del hecho. En abril de 2014, el caso todavía estaba en los tribunales y seguía sin poder ejercer de árbitro.  Dinçdağ anunció que, si era necesario, llevaría su caso hasta el Tribunal Europeo de Derechos Humanos.
Como consecuencia Dinçdağ también ha perdido su trabajo de presentador radiofónico, trabajo que había estado realizando 16 años, y tuvo que trasladarse a vivir a Estambul, donde la gran ciudad le ofrece un cierto anonimato.  A abril de 2014, Dinçdağ no había conseguido encontrar trabajo en Estambul; en Turquía, los homosexuales y transexuales pierden muy a menudo su trabajo tras revelarse su condición.
A finales de diciembre de 2015, un tribunal de Estambul condenó a la Federación Turca de Fútbol a pagar 23.000 liras turcas, aproximadamente 7000 euros, por revocar su licencia como árbitro. A pesar de que la condena de la Federación se ha convertido en un precedente de importancia, Dinçdağ quiere recurrir, ya que la cantidad es un cuarto de lo que reclamaba.